# Sanchey
Sanchey is een Franse gemeente in het departement Vosges in de regio Grand Est en telt 692 inwoners (1999). De gemeente maakt deel uit van het arrondissement Épinal.

## Geografie
De oppervlakte van Sanchey bedraagt 5,51 vierkante kilometer; Op 953 was de bevolkingsdichtheid 173 inwoners per km².
De onderstaande kaart toont de ligging van Sanchey met de belangrijkste infrastructuur en aangrenzende gemeenten.

## Demografie
Onderstaande figuur toont het verloop van het inwonertal.